# Цилинь
Цили́нь (кит. 麒麟, пиньинь qílín) или кири́н (яп. 麒麟, кор. 기린?, 麒麟?) — мифическое существо, известное в китайской и других культурах Восточной Азии. Его иногда включают в перечень четырёх благородных животных наряду с китайскими драконом, фениксом и черепахой — вместо тигра.

## Описание
Цилинь — своего рода химера: как правило, у него несколько рогов, зелёно-голубая чешуйчатая кожа, тело коня, ноги оленя, голова дракона и медвежий или бычий хвост. Он живёт не менее 2000 лет, но увидеть его дано только избранным (так, видели его незадолго до смерти Конфуция). Подобно европейскому единорогу, цилинь символизирует долговечность и благополучие. Благодаря этому его изображения часто наносились на предметы императорского обихода. Император Канси повелел носить нагрудные нашивки с изображением цилиня обладателям высшего военного ранга Поднебесной (раньше они ассоциировались со львами). 
На спине цилиня иногда можно увидеть младенцев мужского пола. Подобно аисту в европейской традиции, это цилинь, по представлениям китайцев, приносит счастливым родителям долгожданного наследника.
Китайские мореходы узнали цилиней в африканских жирафах, которых доставляли к императорскому двору.

## Эволюция образа
Впервые упоминание о нём мы находим у Конфуция, а его каменные изображения появляются в период Поздняя Хань. В источниках того времени цилинь описывается как животное напоминающее оленя (вола) с одним рогом, заканчивающимся мягкой шишкой, с коровьим хвостом и лошадиными копытами, выше 3 метров ростом. Передвигаясь, оно не причиняло вреда даже букашке. Более того, ступая по траве, цилинь не приминал её. Он не ест живых тварей, а питается чудесными злаками. По некоторым версиям цилинь может даже ходить по воде и летать. Продолжительность жизни животного согласно мифам около 3 тысяч лет. Высеченный на надгробиях цилинь должен охранять их от злых духов, а также провожать умерших на небеса. 
Однако с течением времени цилинь меняет своё обличье и функции. Так склеп императора Вэнь-ди украшен двумя цилинями в виде единорогов с сильным телом льва и чётко очерченными крыльями. Символизировавший мир и спокойствие цилинь приобрёл черты носителя власти и силы.
В 76-88 годах (династия Хань) дворцовая летопись упоминает 51 случай появления цилиня.

## В фэн-шуй
В фэн-шуй символизирует долгую жизнь, празднество, великолепие, радость, знаменитых потомков и мудрость. Рекомендуется использовать изображения или статуэтки цилиня женщинам, желающим иметь ребёнка. Талисман должен быть обращён к выходу из помещения.

## В повседневной жизни
В честь цилиня названа китайская операционная система, разработанная Национальным университетом обороны — Kylin.